# Спасательный аппарат Дэвиса

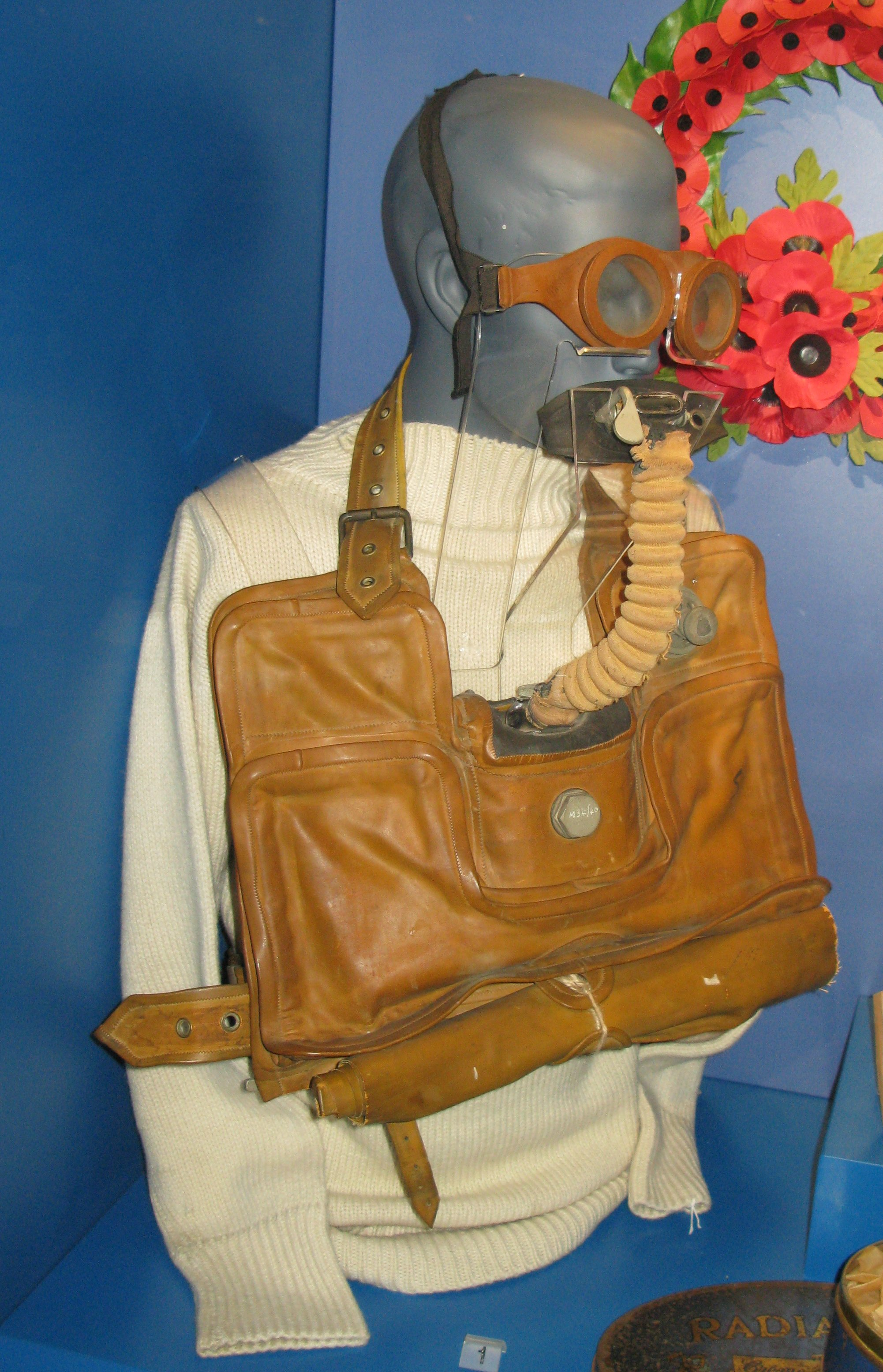
Спасатальный аппарат Дэвиса на манекене

Спасательный аппарат Дэвиса (англ. Davis Submerged Escape Apparatus или сокр. DSEA) — один из первых кислородных ребризеров. Этот аппарат в 1910 году изобрёл Роберт Дэвис, глава Siebe Gorman and Co. Ltd., вдохновленный ранее созданной в компании системой Флюсса. Несмотря на то, что этот аппарат изобретался для задач спасения подводников с затонувших субмарин, иногда его использовали для обычного дайвинга.
Спасательный аппарат Дэвиса представляет собой резиновый мешок для дыхания и обеспечения положительной плавучести. Этот мешок состоит из канистры с гидроксидом бария для поглощения выдыхаемого углекислого газа и в кармане в самом низу мешка цилиндр под высоким давлением, содержащий примерно 56 литров кислорода под давлением 120 бар. Цилиндр оснащен регулирующим клапаном и связан с дыхательным мешком. При открытия клапана кислород поступает в сумку и обеспечивает необходимое давление для окружающей воды.
Канистра с абсорбентом углекислого газа в дыхательном мешке соединена с мундштуком гибкой гофрированной трубкой. При этом дыхание осуществляется только ртом. Очки для подводного плавания также обычно входили в стандартный набор аппарата.
Дыхательный мешок также оснащен клапаном для выпуска воздуха, чтобы при подъеме можно было уменьшать давление в мешке. По окончании подъема, клапан можно было закрыть, чтобы дыхательный мешок за счёт оставшегося в нем воздуха действовал как спасательный жилет. Если из мешка весь воздух выходил до прибытия помощи, его можно было снова наполнить воздухом через мундштук.
Принятый на вооружение Британским флотом в 1929 году, спасательный аппарат Дэвиса несколько раз спасал жизни подводникам с затонувших субмарин, например, HMS Poseidon в 1931 году, HMS Thetis в 1939 году и HMS Perseus в 1941 году.
Упрощенная версия этого аппарата (англ. Amphibious Tank Escape Apparatus, сокр. ATEA) использовалась танкистами на плавучих танках Duplex Drive, например, при выполнении Операции «Нептун».
Известны случаи во время второй мировой войны, когда аппарат Дэвиса использовался для погружений под воду. Также аппарат использовали пилоты моторизованных ныряющих каноэ.
Аппарат Дэвиса стал одним из первых ребризеров, выпущенных в большом количестве.